# Голема Църцория
Голема Църцория (изписване до 1945 година: Голѣма Църцория, на македонска литературна норма: Голема Црцорија) е село в Северна Македония, в община Крива паланка.

## География
Селото е разположено в областта Славище, по течението на река Добровница, северно от общинския център Крива паланка. На север от Голема Църцория преминава границата със Сърбия, а на изток се събират границите на Северна Македония, България и Сърбия. Северно от селото се намира и граничният контролно-пропускателен пункт Голема Църцория, открит на 6 май 2011 година.

## История
В края на XIX век Голема Църцория е българско село в Кривопаланска каза на Османската империя. Според статистиката на Васил Кънчов („Македония. Етнография и статистика“) от 1900 година Голема Църцория е населявано от 540 жители българи християни.
Цялото население на селото е под върховенството на Българската екзархия. По данни на секретаря на екзархията Димитър Мишев („La Macédoine et sa Population Chrétienne“) в 1905 година в Големо Църцория има 520 българи екзархисти.
През декември 1906 година всичките 75 къщи на селото са принудени от тероризиращите го чети на сръбската пропаганда да се откажет от Екзархията и е обявено за сръбско. След Младотурската революция от 1908 г., поради убийствата и заплахите на сръбския войвода Спас Гарда, жителите на Голема Църцория не се решават да преминат открито под върховенството на Българската Екзархия, но приемат български свещеници.
При избухването на Балканската война в 1912 година 4 души от Църцория (Мала и Голема) са доброволци в Македоно-одринското опълчение.
По време на Първата световна война Голема Църцория е включена в Подържиконската община и има 489 жители.
Според преброяването от 2002 година селото има 85 жители, всички северномакедонци.

## Личности
Родени в Голема Църцория
- Герасим Величков Маджов, македоно-одрински опълченец, 22-годишен, търговец, II клас; 2-рa рота на 2-ра скопска дружина; 1.X.1912 година, ранен на 18.VII.1913 година, орден „За храброст“ IV степен, роден в Голема или Мала Църцория[8]
- Дончо Църцорийски, български революционер, деец на ВМОРО, минал след Първата световна война на сръбска служба и оглавил контрачета, действаща в Кумановско и Паланечко, роден в Голема или Мала Църцория[9]
- Станойко Ангелов, македоно-одрински опълченец, 30-годишен; земеделец, Кюстендилска дружина, 29.IX.1912 година, роден в Голема или Мала Църцория[10]
- Цене Величков Яковчев (Бабоянов), македоно-одрински опълченец, 22-годишен, тухлар, 1-ва рота на 2-ра скопска дружина, роден в Голема или Мала Църцория[11]
- Милан Д. Миланов, кметски наместник в периода на българското управление 1941 – 1944 година.[12]
- Насе Иванов Якимов, редник в 63-ти пехотен полк, 1-ва рота, загинал на 19/ 20 юни 1917 г., в 2/2-ра запасна болница, с. Крива ливада.[13]
- Гьоше [Гоше, Тоше] Пейчинов, редник в 1/7-а запасна болница, загинал на 19 септ. 1917 г., в  2/2-ра запасна болница, с. Крива ливада, погребан в с. Крива Ливада[14]